# UGC 1175
UGC 1175 (conosciuta anche come Leda 6159) è una galassia a spirale situata sull'eclittica nella costellazione dei pesci, a causa della sua posizione è visibile da entrambi gli emisferi. 
UGC 1175 fa parte dell'Ammasso di galassie M74 che comprende anche: M74, NGC 660, UGC 1171, UGC 1176, UGC 1195 e UGC 1200.